# Сюзан Стебінг
Ліззі Сьюзан Стеббінг (англ. Lizzie Susan Stebbing) — британська філософиня. Вона була представником аналітичної філософії 1930-х років та засновницею журналу «Analysis».

## Біографія
Стеббінг народилася в Північному Фінчлі, Міддлсекс. Вона була наймолодшою з шести дітей, народжених Альфредом Чарльзом Стеббінгом і Елізабет, які рано залишилася сиротами.
Стеббінг здобула освіту в жіночій школі Джеймса Аллена в Далвічі, аж поки в 1904 році не поїхала до Гіртон-коледж у Кембридж, щоб читати історію(хоча на той час Кембридж не присуджував жінкам дипломи чи повне членство в університеті). Наткнувшись на книгу Френсіса Герберта Бредлі «Вигляд і реальність», вона зацікавилася філософією і залишилася, щоб взяти участь у першому семінарі з моральних наук у 1908 році. Потім у 1912 році Лондонському університеті отримала ступінь магістра з філософії з відзнакою. Її дисертація на цю тему «Прагматизм і французький волюнтаризм» згодом була опублікована в серії Girton College Studies.
З 1911 по 1924 рік вона займала ряд викладацьких посад. Вона була викладачкою філософії в Кінгс-коледж у Лондоні з 1913 по 1915 рік, після чого стала викладачкою філософії в Бедфордському коледжі в Лондоні; у 1920 році вона була призначена на повний робочий день, а в 1924 році її призначили там читачем. Вона також читала лекції у Вестфілдському коледжі, Лондон (1912—1920), коледжі Гіртон, Кембридж (1911–14) та коледжі Гомертон, Кембридж (1911–14). З 1915 року і до самої смерті вона була директоркою школи для дівчаток Кінгслі Лодж у Гемпстеді.
У 1927 році в Лондонському університеті їй було присвоєно звання читача з філософії, яке вона обіймала разом з її посадою в Бедфордському коледжі. У 1933 році Стеббінг отримала звання професорки, таким чином стала першою жінкою, яка займала кафедру філософії у Великій Британії. Вона також була запрошеною професоркою у Колумбійському університеті з 1931 по 1932 рік. Вона була президенткою Асоціації Розуму з 1931 по 1932 рік і Арістотелівського Товариства з 1933 по 1934 рік.
Стеббінг була ученицею Вільяма Ернеста Джонсона; за словами Джона Віздома, на неї найбільше вплинув Джордж Мур.
Стеббінг померла від раку 11 вересня 1943 року в лікарні Маунт-Вернон у Нортвуді, Міддлсекс.

## Праці
- «Прагматизм і французький волюнтаризм» (1914)
- «Сучасний вступ до логіки» (1930)
- «Метод аналізу в метафізиці» (1933)
- «Логічний позитивізм і аналіз» (1933)[16]
- "Логіка на практиці" (1934)
- «Уява та мислення» (1936) з К. Дей-Льюїсом
- "Філософія та фізики" (1937)
- "Мислення для певної мети" (1939)
- "Ідеали та ілюзії" (1941)[17]
- "Сучасна елементарна логіка" (1943)
- «Люди та моральні принципи» (1944)[18]